# HNLMS De Ruyter (1901)
Pour les autres navires du même nom, voir HNLMS De Ruyter.
Le HNLMS De Ruyter ou Zr.Ms. De Ruyter est un croiseur cuirassé comme navire de défense côtière de la Classe Koningin Regentes en service dans la Koninklijke Marine (Marine royale néerlandaise) pendant la Première Guerre mondiale.  
Le navire est construit au Maatschappij voor Scheeps en Werktuigbouw Fijenoord de Rotterdam au début du XXe siècle. Il participe à deux expéditions coloniales dans les Indes orientales néerlandaises. Il effectue plusieurs voyages pour montrer le drapeau et est finalement désarmé en 1923.

## Conception
Le navire mesurait 96,622 mètres de long, avait un maître-bau (largeur) de 15,189 mètres, un tirant d'eau de 5,817 mètres et un déplacement de 5 002 tonnes. Le navire était équipé de moteurs alternatifs à deux arbres, d'une puissance de 4 800 kW (6 500 ch) et d'une vitesse maximale de 16,5 nœuds (30,6 km/h). Son blindage de ceinture avait une épaisseur de 150 mm, tandis que son blindage de barbette était de 250 mm et son blindage de tourelle de 250 mm. Deux canons à tourelle simple de 240 mm constituaient l'armement principal du navire, et ceux-ci étaient complétés par quatre canons simples de 150 mm et huit canons simples de 75 mm. Le navire avait un effectif de 340 hommes.

## Histoire
Après avoir été posé en 1900, le De Ruyter a été construit par la Maatschappij voor Scheeps- en Werktuigbouw Fijenoord à Rotterdam et lancé le 28 septembre 1901. Il a été mis en service le 29 octobre 1902 et déployé ensuite aux Antilles néerlandaises.
Le 24 juin 1905, le HNLMS Hertog Hendrik a heurté un récif de corail près de Matjidosteen alors qu'il se dirigeait vers le golfe de Boni. Le croiseur Zeeland a tenté à plusieurs reprises de dégager le navire échoué, mais ces tentatives se sont avérées infructueuses et ont été abandonnées lorsque les bollards du Zeeland se sont brisés. Le navire a ensuite été dégagé après l'arrivée de son navire-jumeau (sister ship) De Ruyter et le Japara, un navire avec du matériel de remorquage de la Koninklijke Paketvaart Maatschappij, et du déchargement des réserves de charbon et des munitions du Hertog Hendrik. Plus tard dans l'année, le navire a participé à une expédition  dans le sud des Célèbes où ils se sont engagés dans des opérations contre le seigneur de Loewoe. Un bataillon d'infanterie et une équipe de débarquement de marines ont été débarqués près de Palope et plus tard dans la journée, les soldats et les marines ont pris le palais du seigneur.
En 1906, le De Ruyter, avec son navire-jumeau, le Koningin Regentes, et le croiseur protégé Zeeland, a participé à une expédition sur l'île de Bali dans le cadre des tentatives néerlandaises d'intégration des royaumes méridionaux de Tabanan, Badung et Klungkung dans les Indes orientales néerlandaises. Les 16 et 17 septembre, les navires ont bombardé la ville de Denpasar, puis les forces terrestres ont brisé la résistance qui restait.
Le 15 décembre 1908, le navire quitte le port de Den Helder pour Curaçao afin de renforcer l'escadron néerlandais qui avait été stationné au large des côtes vénézuéliennes à la suite des tensions politiques entre les deux nations. Jusqu'alors, l'escadron était composé du Jacob van Heemskerck et de deux croiseurs protégés, le Gelderland et le Friesland.
Ensuite, le navire a fait deux voyages autour du Pacifique asiatique pour montrer le drapeau. Le premier a commencé le 10 août 1909, lorsque le navire, avec le Maarten Harpertszoon Tromp et le Koningin Regentes, est parti de Batavia et a navigué vers la Chine, Hong Kong, le Japon et les Philippines. Le second voyage a été entrepris l'année suivante, lorsque le De Ruyter et ses deux navires-jumeaux, le Koningin Regentes et le Hertog Hendrik, ont navigué vers l'Australie après avoir quitté le port de Surabaya le 15 août 1910. Brisbane, Melbourne, Sydney et Fremantle figuraient parmi les ports qui ont été visités au cours de ce voyage.
De 1918 à 1919, il a servi de vaisseau amiral de l'escadron de la flotte dans l'Inde néerlandaise.
Le navire a été mis hors service en 1919 après son retour aux Pays-Bas, désarmé en 1923 et vendu à Reichswerft (Rijkswerf) de Den Helder pour être démoli en 1924.